# Álimos (métro d'Athènes)
Álimos (grec moderne : Άλιμος), est une station de métro grecque de la ligne 2 (ligne rouge) du métro d'Athènes, située sur le dème de Álimos dans le district régional d'Athènes-Sud.
Elle est mise en service en 2013, lors de l'ouverture du tronçon d'Ágios Dimítrios - Aléxandros Panagoúlis à Ellinikó.

## Situation ferroviaire
Établie en souterrain, la station d'Álimos est située sur la ligne 2 du métro d'Athènes, entre les stations d'Ilioúpoli et d'Argyroúpoli.

## Histoire
La station d'Álimos est mise en service le 26 juillet 2013 lors de l'ouverture à l'exploitation des 5,5 kilomètres du nouveau prolongement de la ligne 2 d'Ágios Dimítrios - Aléxandros Panagoúlis à Ellinikó. Prévue à l'origine au niveau du sol, la station comme la ligne sont finalement souterraines. La station est construite avec le procédé de la tranchée à ciel ouvert, comme les autres stations de ce prolongement elle a des entrées/sorties de chaque côté de l'avenue Vouliagmeni, dispose de trois niveaux et le plus profond comprend deux quais latéraux d'une longueur de 110 mètres.

## Service des voyageurs

### Accueil
La station dispose de deux accès de chaque côté de l'avenue Vouliagmeni, l'un étant plus précisément rue Thermopilon. Ils permettent d'accéder au niveau où se situe la billetterie, le service clients et les accès aux quais latéraux situés plus bas.

### Desserte
Álimos est desservie par toutes les circulations de la ligne. Quotidiennement, le premier départ est à 5 h 50, en direction d'Ellinikó, et à 5 h 33, en direction Anthoúpoli, le dernier départ est à 0 h 32, en direction d'Ellinikó et à 0 h 5 en direction d'Anthoúpoli (les samedis et dimanches le dernier départ est à 2 h 32 pour Ellinikó et à 2 h 5 pour Anthoúpoli).

### Intermodalité
Des arrêts de bus sont situés à proximité.

## Galerie de photographies

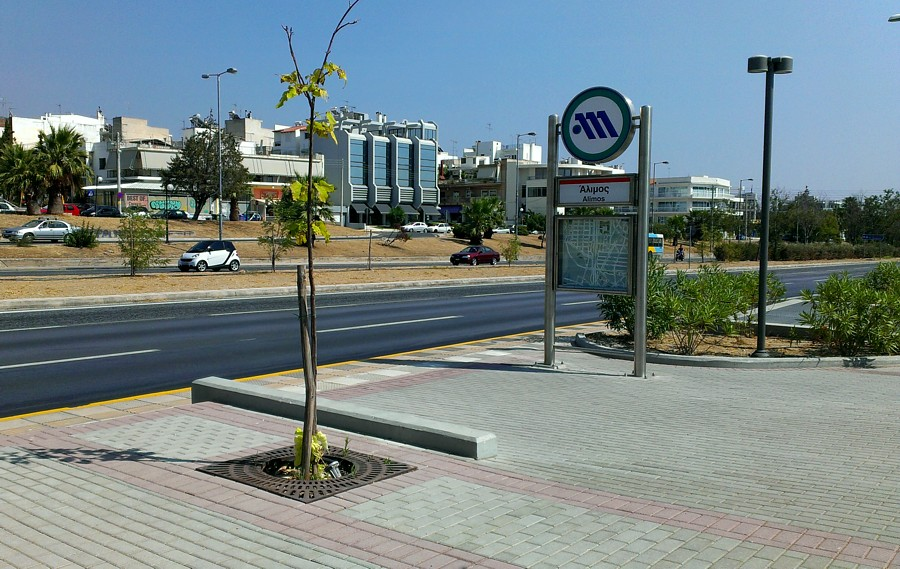
Signalisation
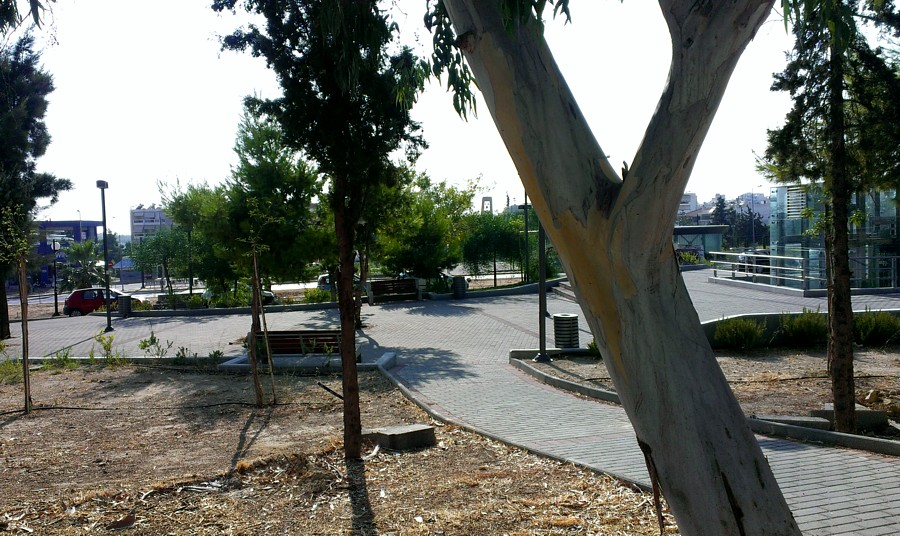
Environnement.
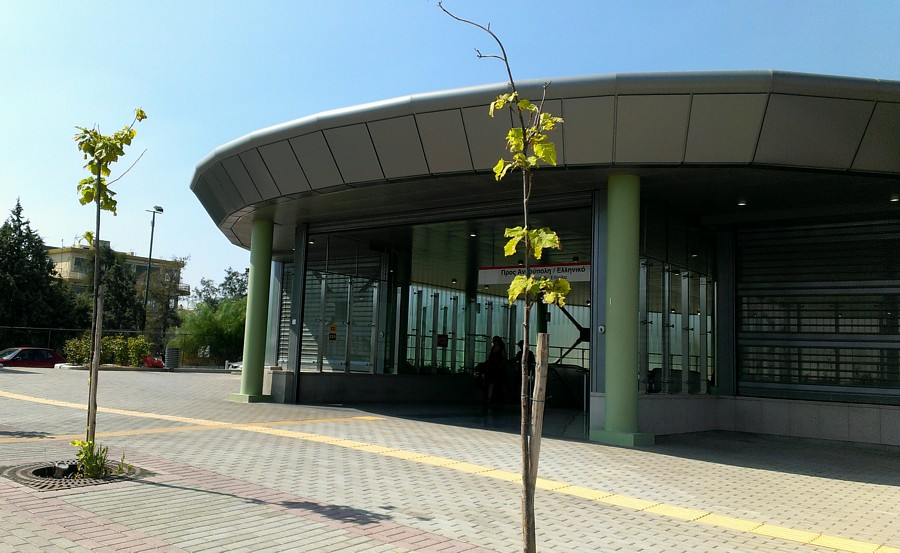
Une entrée.